# Zur Eule auf der Warte

Logenzeichen

Zur Eule auf der Warte war der Name einer „gerechten und vollkommenen“ Freimaurerloge in Eilenburg, die von 1862 bis 1933 bestand. Sie war Johannisloge und gehörte der Großloge von Preußen Royal York an. 1912 hatte die Loge 58 einheimische Brüder, 33 auswärtige Brüder, 31 Ehrenmitglieder, vier ständig besuchende Brüder und fünf dienende Brüder.

## Geschichte

### Die Delitzscher Loge und der Beginn der Freimaurerarbeit in Eilenburg
Bereits vor der Gründung der Loge waren in Eilenburg Freimaurer ansässig. Als die in Delitzsch beheimatete Loge Victor zum goldenen Hammer eine nur noch geringe Beteiligung aufwies, schlug deren Meister vom Stuhl Wilhelm Ludwig Viktor Henckel von Donnersmarck im Jahr 1833 vor, den Sitz der Loge nach Eilenburg zu verlegen: 
„Da nun eine grosse Anzahl zerstreuter Brüder sich in Eilenburg aufhalte, der Ort auch mehr im Mittelpunkte der Provinz liege, auch nicht zu weit entfernt von Torgau sei, so sei von der Loge beschlossen worden, den Sitz derselben dahin zu verlegen, wo die Wahrscheinlichkeit sei, dass mehrere Brüder sich anschliessen würden und sich hierzu auch schon bereit erklärt hätten. Nach Verlegung der Loge nach Eilenburg solle dieselbe den Namen ‚Vereinigte Logen Friedrich Wilhelm zum eisernen Kreuz und Victor zum goldenen Hammer‘ führen.“
Über diese Entscheidung gab es jedoch eine Kontroverse innerhalb der Delitzscher Loge. So wurde, bevor die Genehmigung der Großen Landesloge der Freimaurer von Deutschland eintraf, in Abwesenheit des Meisters vom Stuhl ein Gegenbeschluss gefasst, der wesentlich auf den Inhaber der dortigen Logenräume zurückging. Graf Henckel von Donnersmarck trat daraufhin vom Vorsitz zurück und verließ die Loge. Einige Jahre später wurde eine Verlegung von Delitzsch nach Eilenburg erneut erwogen. Trotz entsprechender Beschlussfassung und Genehmigung der Großloge kam es nicht mehr zum Umzug. Die Loge stellte ihre Arbeit 1839 ein und wurde in Spandau reaktiviert. Außer in Delitzsch waren Eilenburger Freimaurer auch in Leipzig, Wittenberg und Wurzen aktiv.

### Gründung des KränzchensLatomia

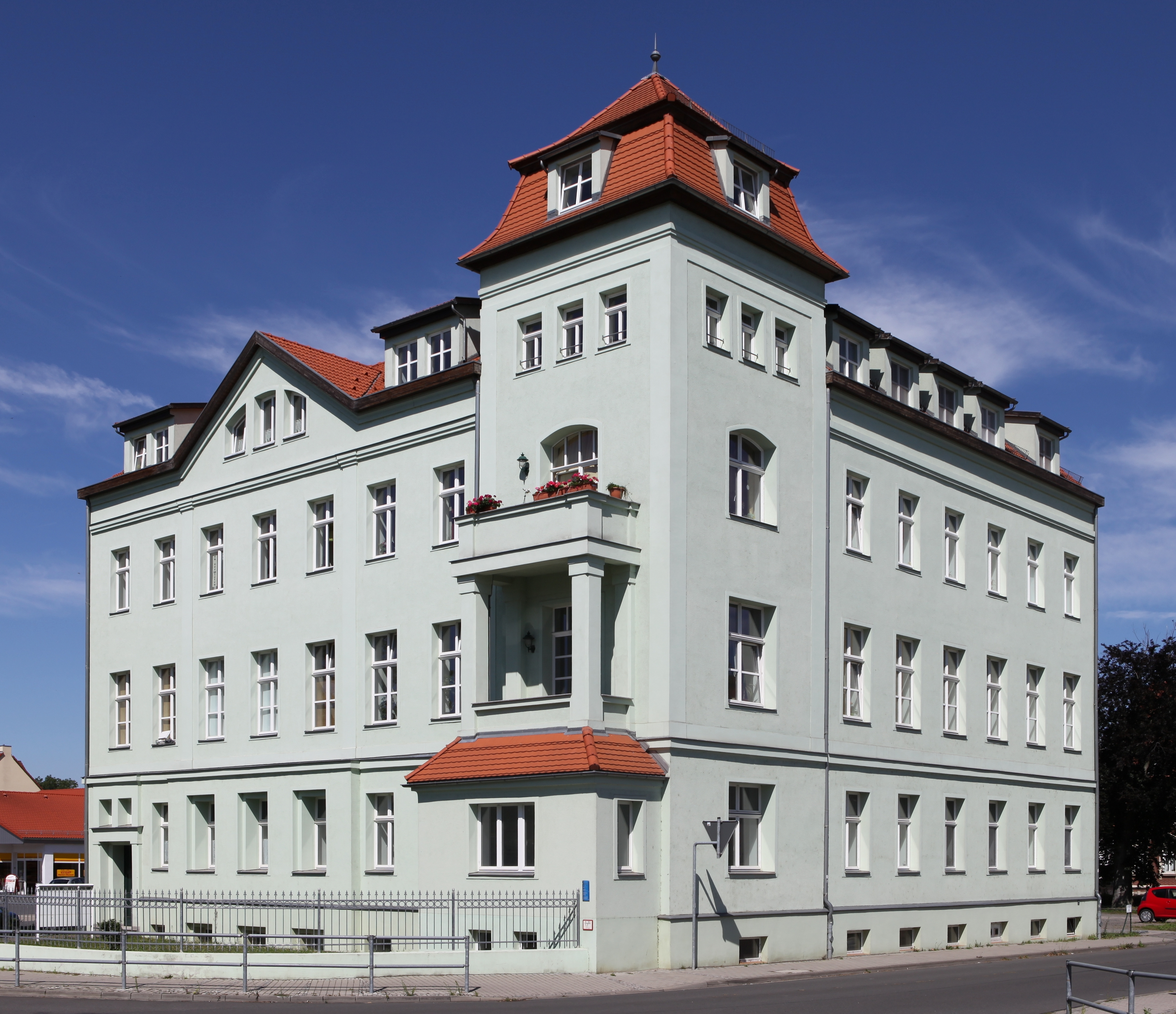
Das Wohn- und Geschäftshaus Bernhardis war der erste Versammlungsort der Eilenburger Freimaurer. (2012)

Am 4. Dezember 1858 trafen sich in der Mädel-Matthäischen Restauration neun Eilenburger, um über die Gründung einer Vereinigung zu beraten. Am 22. März 1859 wurde das Kränzchen Latomia in Eilenburg gegründet. Der Name leitet sich vom griechischen Wort für Steinbruch ab und stand allegorisch für das Bestreben seiner Mitglieder, die Vereinigung zu einer Bauhütte zu entwickeln. Den Vorsitz hatte zunächst der Kaufmann Gottfried Heinrich Költz inne. Unter den 21 Gründungsmitgliedern waren der Arzt Anton Bernhardi und der Eilenburger Bürgermeister Emil Schrecker und Freimaurer der umliegenden Gemeinden. Die meisten der Mitglieder waren Brüder der Wurzener Loge „Friedrich August zum treuen Bunde“, die den Aufbau des Eilenburger Kränzchens maßgeblich förderte. 1860 übernahm Emil Schrecker den Vorsitz, nachdem der bisherige Vorsitzende aus Altersgründen auf eine weitere Amtszeit verzichtete. 
Zunächst versammelte sich die Latomia im Wohn- und Geschäftshaus Anton Bernhardis, bis sie 1860 mehrere Räume im Hotel Zum Schwarzen Adler als Versammlungsort herrichtete. Durch ein Feuer im selben Jahr wurde ein Großteil des Inventars vernichtet. Die Tagungen fanden vorübergehend in einem Privatraum des Mitglieds Müller statt, bevor am 23. Oktober 1861 neue Räumlichkeiten im Hotel Zum Schwarzen Adler zur Verfügung standen.

### Entstehung der Eilenburger Freimaurerloge

Eine Aufnahme der Gründungsmitglieder von 1862. In der Mitte mit Hammer Emil Schrecker.

Dem Streben der Mitglieder, das Kränzchen in eine vollwertige Loge umzuwandeln, entsprach die Großloge von Preußen Royal York am 10. Oktober 1861. Am 17. Februar 1862 erhielten die Mitglieder die Genehmigung zur Konstituierung der Loge. Der gewählte Name Zur Eule auf der Warte nimmt Bezug auf die Burg Eilenburg. Die Variante Eulenburg ist als Stadtname bis ins 18. Jahrhundert nachweisbar (Vgl. Herkunft des Stadtnamens). 
Zur Eröffnung der Loge hatten sich Mitglieder von Vereinigungen in Berlin, Wurzen, Leipzig, Naumburg (Saale), Halle (Saale) und Eisleben in Eilenburg versammelt. Die ritualmäßige Eröffnung der Loge nahm der Zugeordnete Großmeister der Großloge Royal York, Johann Ferdinand Schnakenburg, vor. In seiner Festrede führte er aus: 
„Die Erfahrung zeigt, wie die Zerrissenheit, der Zwiespalt und die Uneinigkeit unter den Menschen von jeher und noch jetzt die traurigsten Früchte bringt und wie man daher mit Freuden jeden Ort begrüssen muss, welcher der Einigkeit und dem Frieden ein gesichertes Asyl baut. Jede Loge ist ein solches, und daher hat die Grossloge von Preussen genannt Royal York zur Freundschaft mit lebhafter Freude die Nachricht von einer neu zu gründenden und unter ihrer Konstitution arbeitenden Bauhütte vernommen und ist mit der grössten Bereitwilligkeit dem dahin zielenden Wunsche entgegengekommen. Nachdem Se. Majestät der König, Allerdurchlauchtigster Protektor, mittelst Allerhöchsten Erlasses vom 28. Februar a. c. geruht haben, die Konstituierung der neuen St. Johannis-Loge im Or. Eilenburg zu genehmigen, hat die Hochw. Grossloge die Wahl des Namens ‚Zur Eule auf der Warte‘, der Beamten derselben, sowie des Repräsentanten, des Hochw. Br. Arndt in Berlin genehmigt und das Königliche Ministerium davon in Kenntnis gesetzt.“
In den ersten Jahren genoss die Eilenburger Loge ein hohes Ansehen in der Stadtgesellschaft und die Zahl der Mitglieder stieg schnell an. 1866 wurde eine Witwen- und Waisenkasse gegründet. Während des Deutsch-Dänischen Kriegs 1864 und des Deutsch-Französischen Kriegs 1870 unterstützte die Loge die kämpfenden deutschen Truppen durch Spenden. Eine weitere Spendensammlung gab es 1872 für die Opfer der Ostseesturmflut. 1894 wurde für zwei Fenster der im Bau befindlichen Kaiser-Wilhelm-Gedächtniskirche gespendet. Ab 1906 nahm die Loge das in Leipzig gegründete Kränzchen Mozart zur Bruderkette in ihre Obhut.

### Errichtung eines eigenen Logenhauses

Das Logenhaus in der Angerstraße 20 kurz nach seiner Eröffnung. (1912)

Seit 1878 unternahm die Loge mehrere Versuche zur Errichtung eines eigenen Gebäudes. Das Angebot des Wirtes vom Schützenhaus, einen Teil seines Hofes unentgeltlich für den Bau eines Logenhauses zur Verfügung zu stellen, wurde wegen der als zu hoch eingeschätzten Baukosten nicht angenommen. Weitere Anläufe in den Jahren 1887, 1904 und 1907 verliefen ergebnislos. 1908 wurde abermals ein Versuch unternommen, da die Eigentümerin des Hotels Zum Schwarzen Adler, die Eilenburger Stadtbrauerei, den Mietpreis deutlich erhöht hatte. Im selben Jahr konnte ein Vertrag über den Bau eines Tempels abgeschlossen werden. Er sollte auf dem Grundstück Angerstraße 20 in der Nähe des Mühlgrabens errichtet werden. In der Angerstraße hatten eine Reihe der Logenbrüder ihren Wohnsitz. Der Bauherr, eine Handwerkerwitwe, sicherte der Loge zu, das Gebäude bis Johanni 1909 fertigzustellen und es der Loge für einen jährlichen Mietpreis von 1.600 Mark zu überlassen. Außerdem gab es eine Kaufoption bis 1919 für den festgeschrieben Preis von 45.000 Mark, die 1912 gezogen wurde. Das neue Gebäude war in der ersten Etage mit einem Speisesaal für 70 Personen, einem Gesellschaftszimmer, einer Küche, einem Dienerzimmer und Toiletten ausgestattet, in der zweiten Etage mit dem 98 Quadratmeter großen Tempel, einer Garderobe, einem Vorbereitungszimmer und einer dunklen Kammer. 

Der Gasthof zum schwarzen Adler war Gründungsort und Sitz der Loge bis 1909. (um 1900)
Die Angerstraße mit dem Logenhaus (2. v. r.). Mehrere Häuser dieser Straße gehörten Freimaurern. (vor 1920)
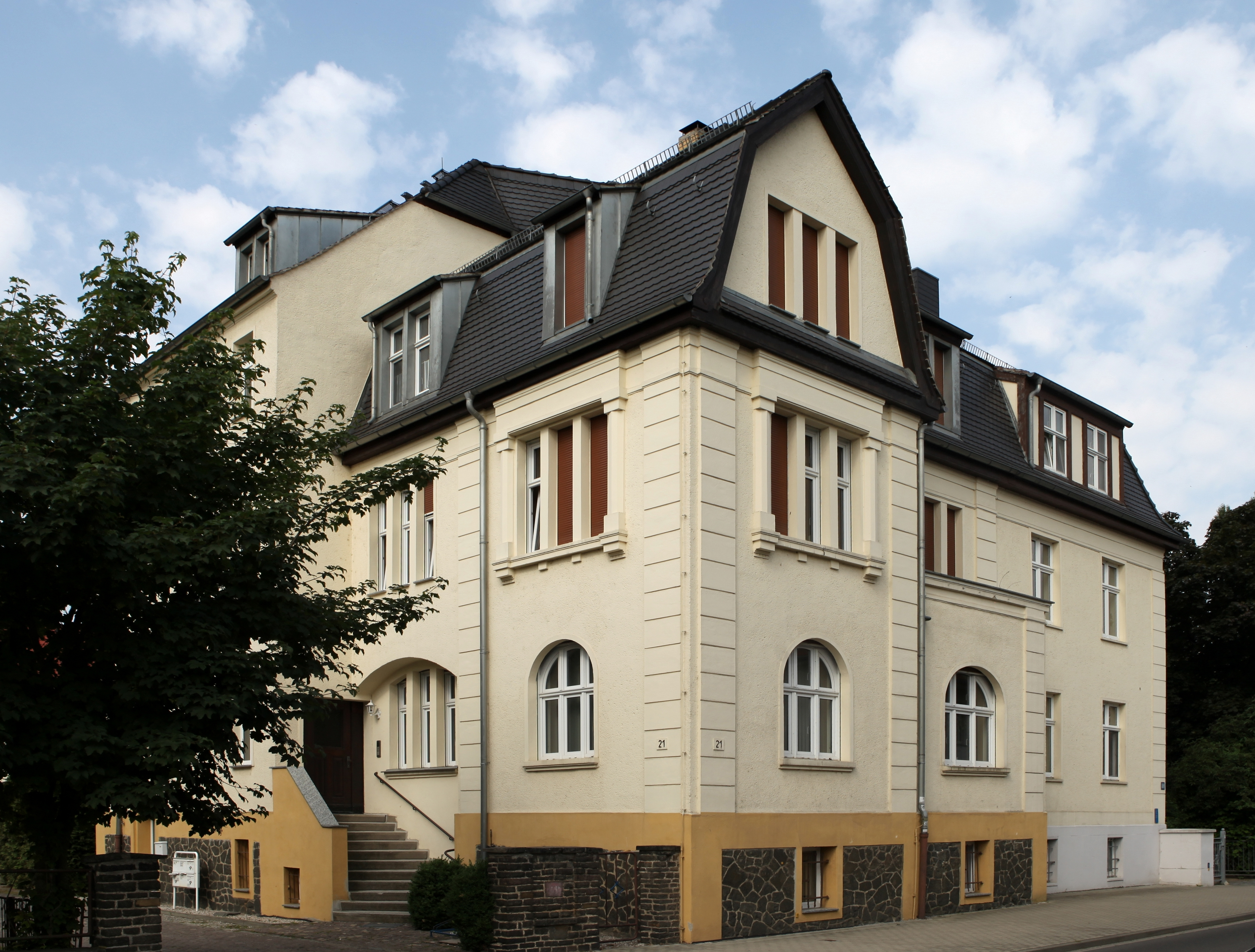
Das Gebäude am Am Anger 20/21 in veränderter Kubatur heute. (2012)

Unter Alfred Belian als Meister vom Stuhl nahm der Austausch mit den umliegenden Logen zu. Gleichzeitig verzeichnete die Eilenburger Vereinigung 25 Neuaufnahmen. Belian blieb wahrscheinlich bis 1933 Vorsitzender. Nach der Machtergreifung der Nationalsozialisten stellte die Loge ihre Arbeit ein und Belian wurde seines Amtes als Bürgermeister enthoben.

## Meister vom Stuhl
| Zeitraum  | Name           | Mitglied seit     | Profane Tätigkeit                  |
| --------- | -------------- | ----------------- | ---------------------------------- |
| 1862–1896 | Emil Schrecker | Gründungsmitglied | Bürgermeister                      |
| 1896–1898 | Kurt Tietze    | 9. April 1890     | Rechtsanwalt und Notar             |
| 1898      | Otto Bismarck  | 27. Februar 1886  | Schulrektor                        |
| 1899–1910 | Wilhelm Grune  | 30. April 1865    | Mühlenbesitzer, Rittergutsbesitzer |
| 1910–     | Alfred Belian  | 19. Februar 1905  | Bürgermeister                      |

Erster Meister vom Stuhl war der Eilenburger Bürgermeister Emil Schrecker. Er war maßgeblich an der Gründung der Loge beteiligt und stand ihr 34 Jahre vor. Aus Anlass seines 25-jährigen Amtsjubiläums erhielt er, vertreten durch den Großaufseher Julius Worpitzky, die Glückwünsche der Großloge Royal York und wurde als deren Ehrenmitglied aufgenommen. Schrecker trat 1896 aus gesundheitlichen Gründen von seinem Amt zurück. Zu seinem Nachfolger wurde der aus Finsterwalde stammende Jurist Kurt Tietze (1848–1905) gewählt, der nach zweijähriger Tätigkeit ebenfalls gesundheitsbedingt zurücktrat. Auf ihn folgte am 24. Juni 1898 der Schulrektor der Eilenburger Mittelschule Otto Bismarck (* 1852), der aber schon im Juli desselben Jahres eine Stelle als Königlicher Kreisschulinspektor in Witkowo antrat und Eilenburg verließ. Nach einem knappen Jahr Vakanz übernahm am 26. April 1899 der bisherige Zugeordnete Meister vom Stuhl Wilhelm Grune den Vorsitz der Loge. Grune war Direktor der Vereinigten Schloss- und Neumühlenwerke A.-G. in Eilenburg, Rittergutsbesitzer auf Gniefgau in Schlesien, Stadtältester und Ehrenbürger von Eilenburg. Er verzichtete 1910 auf eine Wiederwahl und schlug als seinen Nachfolger Alfred Belian vor, der seit 1904 Bürgermeister von Eilenburg war. Belian hatte den Vorsitz der Loge wahrscheinlich bis zu ihrer Auflösung 1933 inne.

## Bekannte Mitglieder
- Richard Barrot
- Bruno Becker
- Alfred Belian
- Anton Bernhardi (nur in der Latomia)
- Diedrich Bischoff (Ehrenmitglied)
- Bernhard Bornikoel
- Felix Eichler
- Wilhelm Grune
- Arthur Henze
- Louis Holzweissig
- Ludwig Keller (Ehrenmitglied)
- Felix Köster (Ehrenmitglied)
- Ernst Laaser
- Richard Landsperger
- Otto Lemke
- Alexander Monski
- Carl Müller
- Julius Rupp
- Adolf Schlabitz (Ehrenmitglied)
- Johann Ferdinand Schnakenburg (Ehrenmitglied)
- Emil Schrecker
- Nicolaus Schrickel
- Max Teichmüller
- Hermann Trautmann (Ehrenmitglied)
- Willy Vieweg
- Bruno Alwin Wagner (Ehrenmitglied)
- Friedrich Weiß
- Julius Worpitzky (Ehrenmitglied)